# Hadar (estrella)
Hadar o Agena (Beta Centauri / β Cen) es la segunda estrella más brillante de la constelación de Centaurus y la décima del firmamento. Su magnitud aparente es +0.60.  La designación Bayer de Beta Centauri es la Latinizada de β Centauri, y abreviada Beta Cen o β Cen. La  magnitud visual aparente combinada del sistema, de 0.61, lo convierte en el segundo objeto más brillante de Centaurus y en la décima estrella más brillante del cielo nocturno. Según las mediciones de paralaje del satélite Hipparcos astrométrico, la distancia a este sistema es de aproximadamente 390 años luz.

## Nombre
β Centauri (Latinizado a Beta Centauri) es la Bayer designation del sistema estelar.
El nombre de Hadar es de origen árabe y su significado es incierto; حضار (‘estar presente’ o ‘o sobre el suelo’ o ‘zona civilizada’). El otro nombre de la estrella, Agena, proviene del latín genua, y significa ‘la rodilla (del centauro)’, a causa de la posición que la estrella ocupa en la rodilla izquierda del centauro de la constelación de Centauro. El nombre de Wazn, del árabe ‘peso’, parece que se ha utilizado para designar a Alfa y Beta Centauri, así como a estrellas de las constelaciones de Columba y Canis Major; en la actualidad es el nombre habitual de la estrella δ Canis Majoris.
En el 2016, La unión Astronómica Internacional organizó un Grupo de Trabajo sobre el nombre de las estrellas (WGSN) para catalogar y estandarizar los nombres de las estrellas. El WGSN aprobó el nombre Hadar  para la estrella β Centauri Aa el 21 de agosto de 2016 y así se la denota en la actualidad en el catálogo de nombres de estrellas de la UAI
El nombre chino para la estrella es 马腹一 (Mandarin: mǎ fù yī, ‘la Primera Estrella del Abdomen del Caballo’).
El pueblo Boorong habitantes originales de lo que es actualmente el noroeste de Victoria, Australia la denomina Bermbermgle (junto con α Centauri), dos hermanos que se destacaban por su coraje y poder de destrucción, y quienes mataron con lanzas a Tchingal, «El Emu» (Coalsack Nebula). El pueblo Wotjobaluk denpominan a los dos hermanos Bram-bram-bult.

## Visibilidad
Beta Centauri es una de las estrellas más brillantes del cielo con una magnitud 0.61. Su brillo varía en unas pocas centésimas de magnitud, demasiado pequeño para ser perceptible a simple vista. Debido a su tipo espectral y a la detección de pulsaciones, la componente Aa ha sido clasificada como una  β Cephei variable.
Beta Centauri es bien conocida en el Hemisferio Sur como el interior de los dos «punteros» de la constelación Crux, popularmente conocida como Cruz del Sur. Una línea trazada desde el otro puntero, Alfa Centauri, a través de Beta Centauri conduce a unos pocos grados de Gacrux, la estrella situada en el extremo norte de la cruz. Utilizando Gacrux, un navegante puede trazar una línea con Acrux en el extremo sur para determinar efectivamente el sur.

## Características físicas
Situada a una distancia entre 350 y 392 años luz de distancia, Hadar figura clasificada en los catálogos como una gigante blanco-azulada de magnitud absoluta −5.42, intrínsecamente mucho más luminosa que Alfa Centauri pero noventa veces más alejada que ésta. En 1935, Joan Voûte descubrió que Hadar es una estrella doble, asignándole el identificador VOU 31. La estrella más tenue del par, Hadar B, tiene tipo espectral B8 y magnitud 4, estando separada de la estrella primaria al menos 120 au. Su período orbital es igual o superior a 225 años.
La estrella principal Hadar A es, a su vez, una binaria espectroscópica, siendo ambas componentes casi idénticas y de tipo espectral B1 o B2. Con un período orbital de 357 días, la órbita es muy excéntrica, haciendo que la separación entre ambas varíe entre 0.53 y 5.5 au; la mínima separación tuvo lugar en febrero de 2000. La velocidad de rotación medida —igual o mayor de 140 km/s—, junto con su diámetro —nueve veces el del Sol—, dan como resultado un período de rotación inferior a tres días para una de las estrellas al menos. A su vez, una o las dos estrellas son variables del tipo Beta Cephei con dos períodos de 3.2 y 5.3 horas. La proximidad entre las dos estrellas hace que sean una fuente de rayos X, debido a la existencia de vientos estelares cuya temperatura alcanza los 2 millones K. Cada una tiene una masa de 14.7 masas solares —aunque otro estudio señala masas inferiores de 10.7 y 10.3 masas solares—, y se piensa que en realidad no son gigantes sino estrellas que aún fusionan hidrógeno en helio, aunque probablemente les quede poco tiempo antes de abandonar la secuencia principal. Posteriormente se expandirán en gigantes rojas y con seguridad la evolución de cada una de ellas afectará profundamente a la otra.

## Sistema estelar
El sistema Beta Centauri está formado por tres estrellas: Beta Centauri Aa, Beta Centauri Ab y Beta Centauri B. Todas las líneas espectrales detectadas concuerdan con una estrella de tipo B1, variando únicamente los perfiles de las líneas, por lo que se piensa que las tres estrellas tienen el mismo tipo espectral.
En 1935, Joan Voûte identificó Beta Centauri B, dándole el identificador VOU 31. La compañera está separada de la primaria por 1,3  segundos de arco, y así ha permanecido desde el descubrimiento, aunque el ángulo de posición ha cambiado seis grados desde entonces. Beta Centauri B es una enana B1 con una magnitud aparente de 4.
En 1967, la variación observada en la velocidad radial de Beta Centauri sugirió que Beta Centauri A es una estrella binaria. Esto fue confirmado en 1999. Consiste en un par de estrellas, β Centauri Aa y β Centauri Ab, de masa similar que orbitan entre sí durante un periodo de 357 días con una gran excentricidad de aproximadamente 0.8245.
Se calculó que la pareja estaba separada por una distancia media de aproximadamente 4 au (basada en una distancia al sistema de 161 pc) en 2005.
Tanto Aa como Ab parecen tener una clasificación estelar de B1 III,con la clase de luminosidad de III indicando  estrellas gigantes que están evolucionando lejos de la secuencia principal. El componente Aa rota mucho más rápido que Ab, lo que hace que sus líneas espectrales sean más anchas, por lo que ambos componentes pueden distinguirse en el espectro. El componente Ab, la estrella de rotación lenta, tiene un fuerte campo magnético aunque no se han detectado peculiaridades de abundancia en su espectro. Se han detectado múltiples modos de pulsación en la componente Aa, algunos de los cuales corresponden a variaciones de brillo, por lo que se considera que esta estrella es variable. Los modos de pulsación detectados corresponden tanto a los de las  β Cephei variables como a los de las estrellas B de pulsación lentas. No se han detectado pulsaciones similares en la componente Ab, pero es posible que también sea una estrella variable.
Aa es 12.02 ± 0.13 veces más masiva que el Sol, mientras que Ab es 10.58 ± 0.18 veces más masiva.